# 第25届评论家选择电影奖
第25届评论家选择电影奖（英語：25th Critics' Choice Awards）于2020年1月12日在美国加利福尼亚州圣莫妮卡机场贝克机库（Barker Hangar）举行，与第10届评论家选择电视奖同期举办，表彰2019年电影行业杰出成绩。典礼由CW电视网转播，泰·迪哥斯二度主持。提名名单于2019年12月8日公布。

## 获奖和提名名单

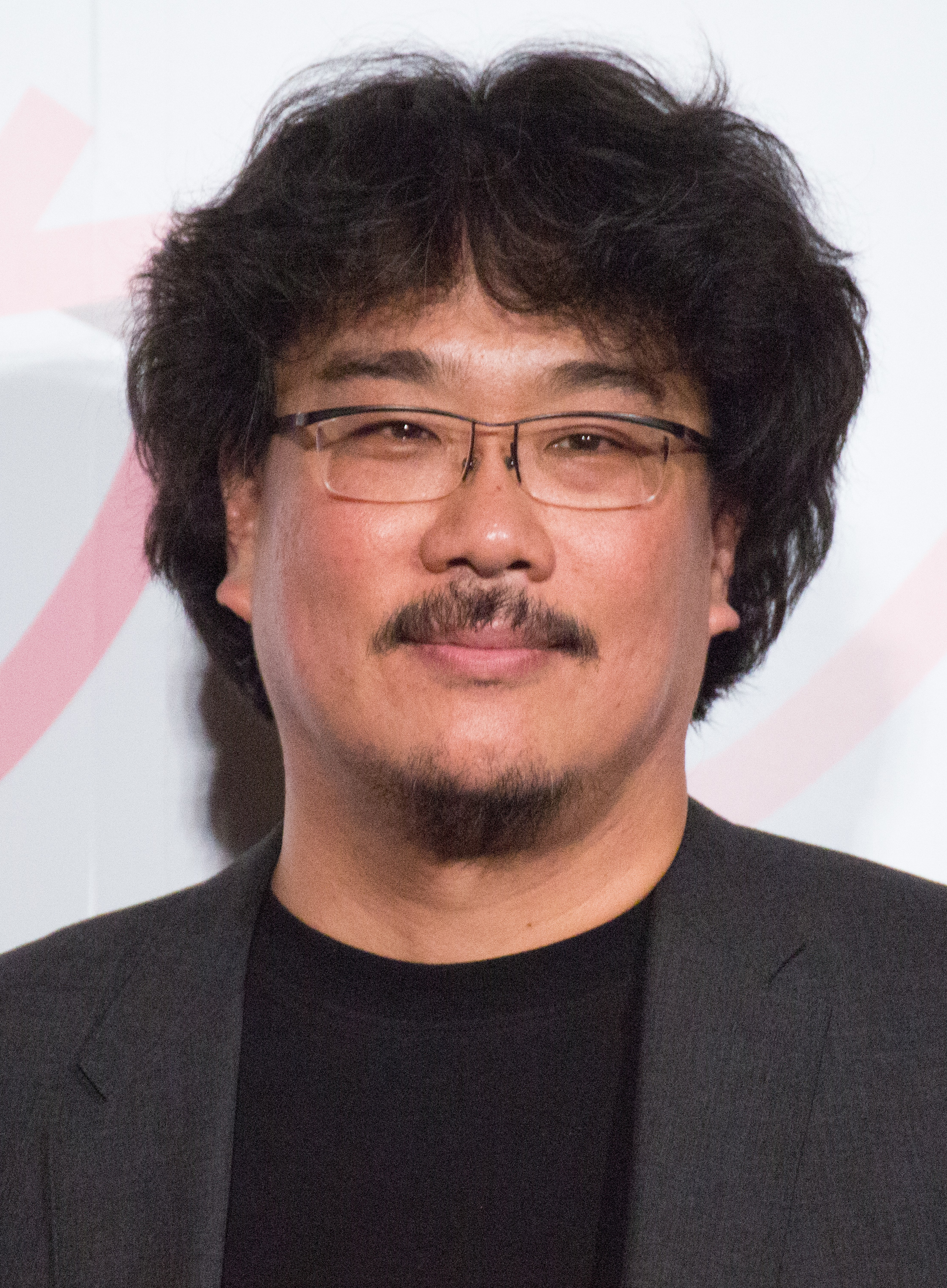
最佳导演奉俊昊

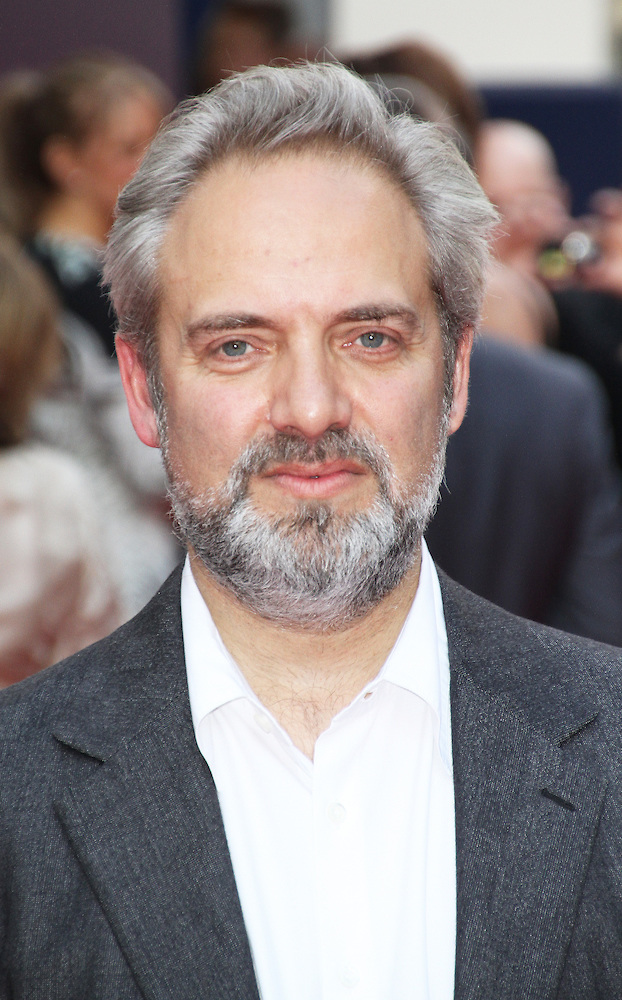
最佳导演山姆·曼德斯

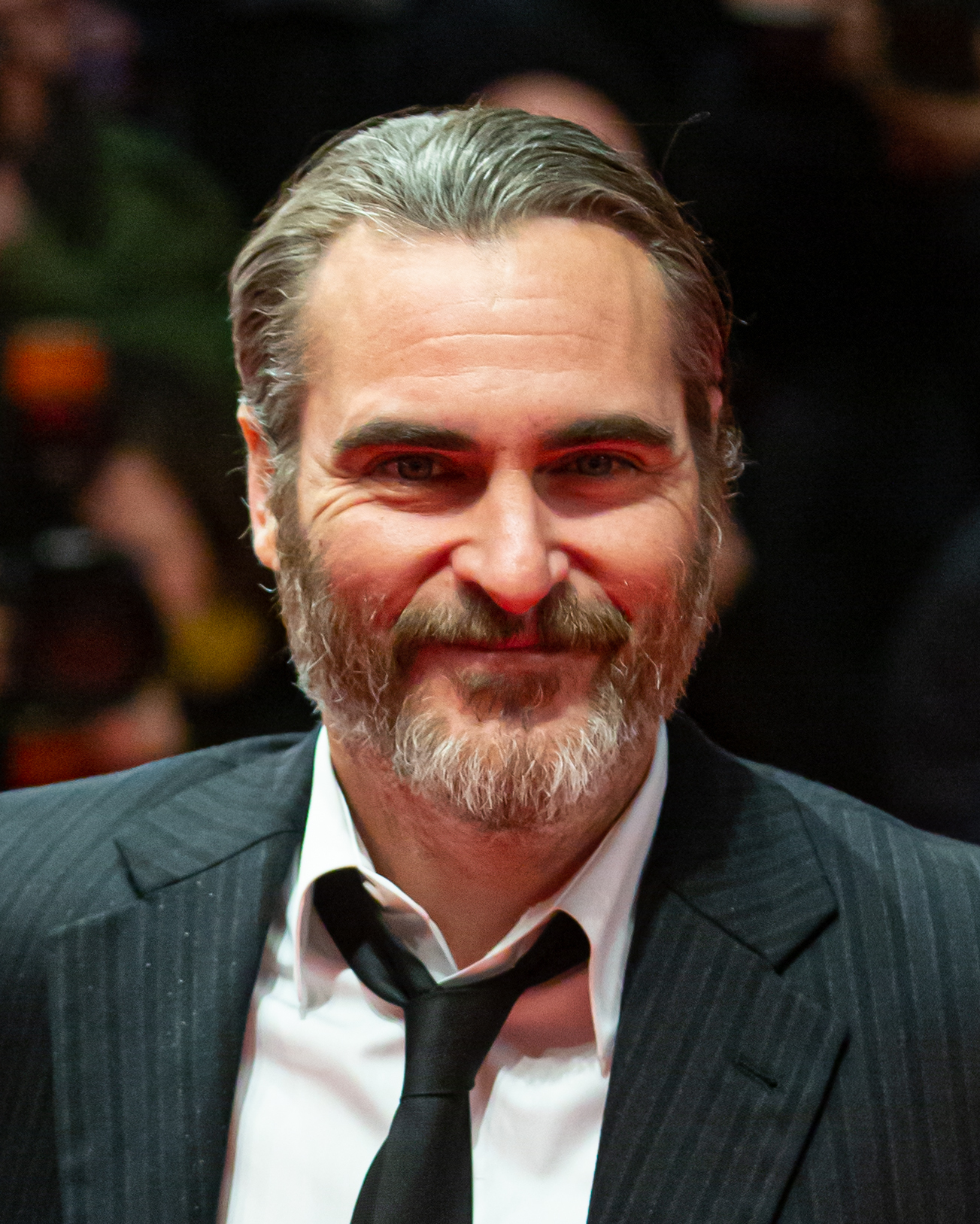
最佳男主角華堅·馮力士

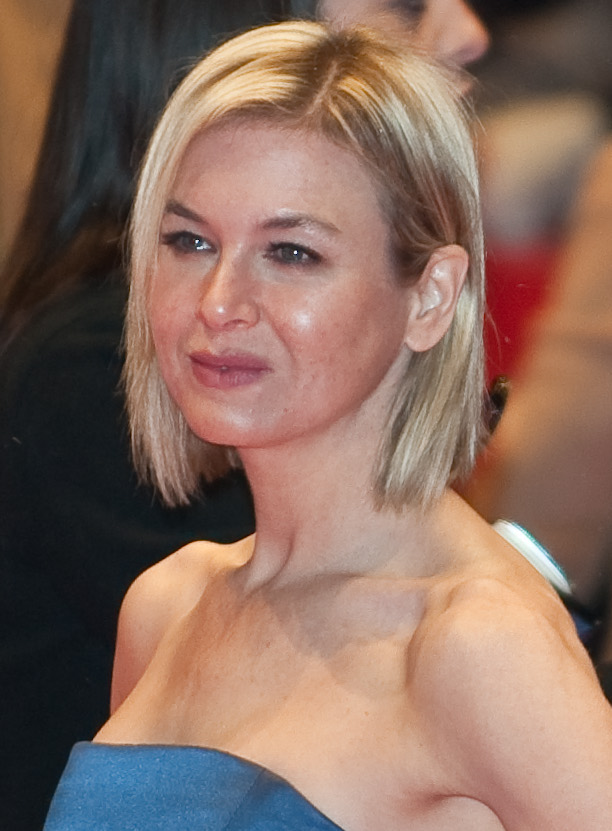
最佳女主角蕾妮·齐薇格

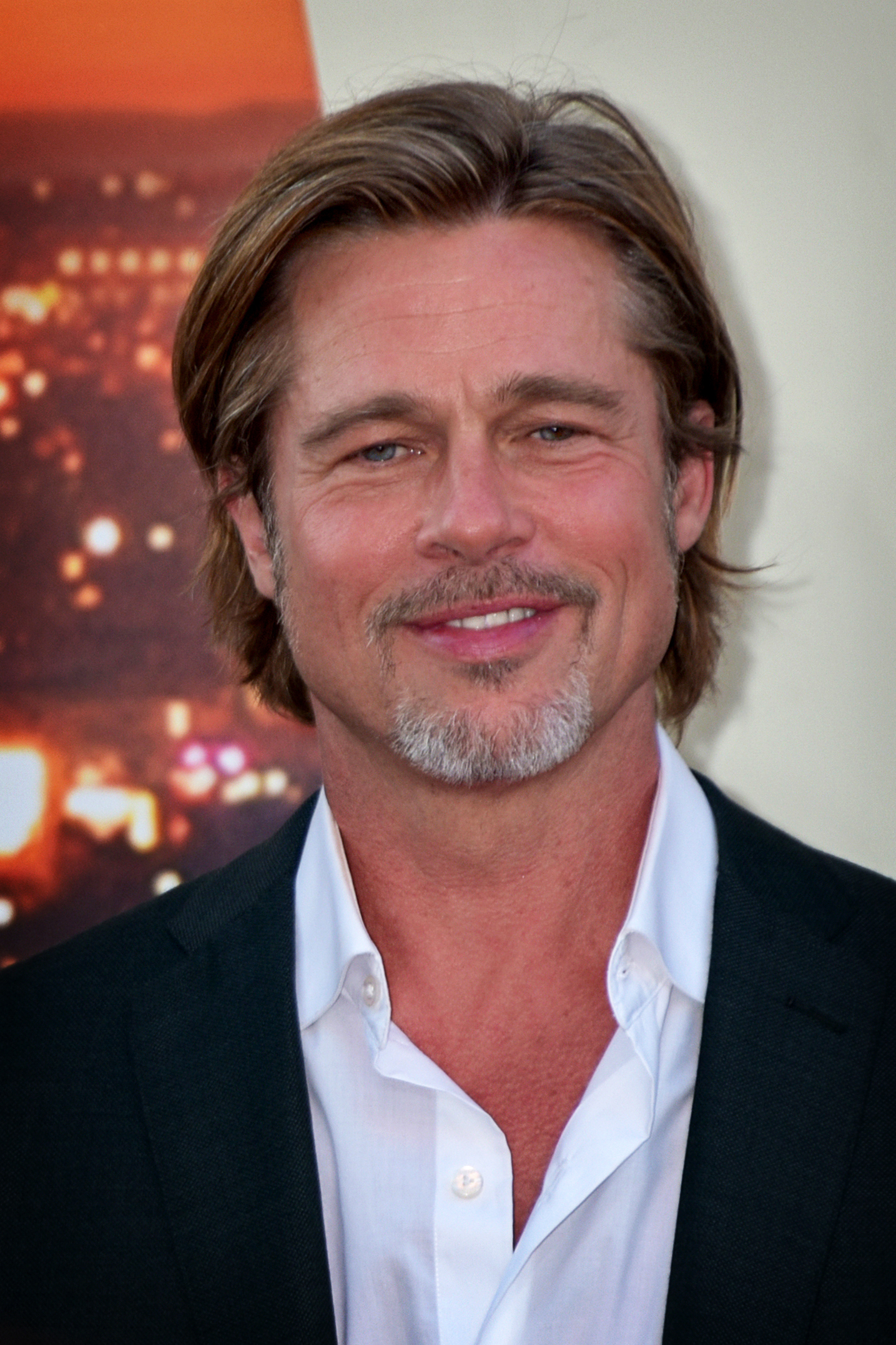
最佳男配角畢·彼特

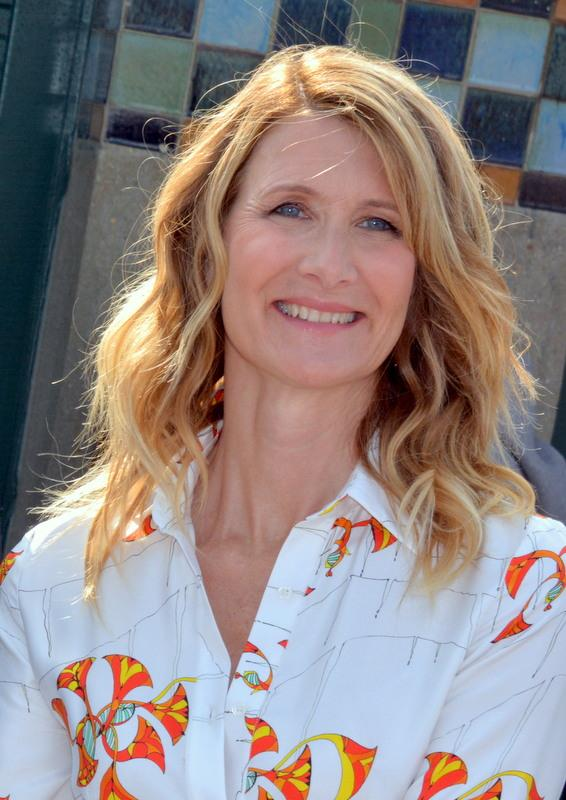
最佳女配角蘿拉·鄧恩

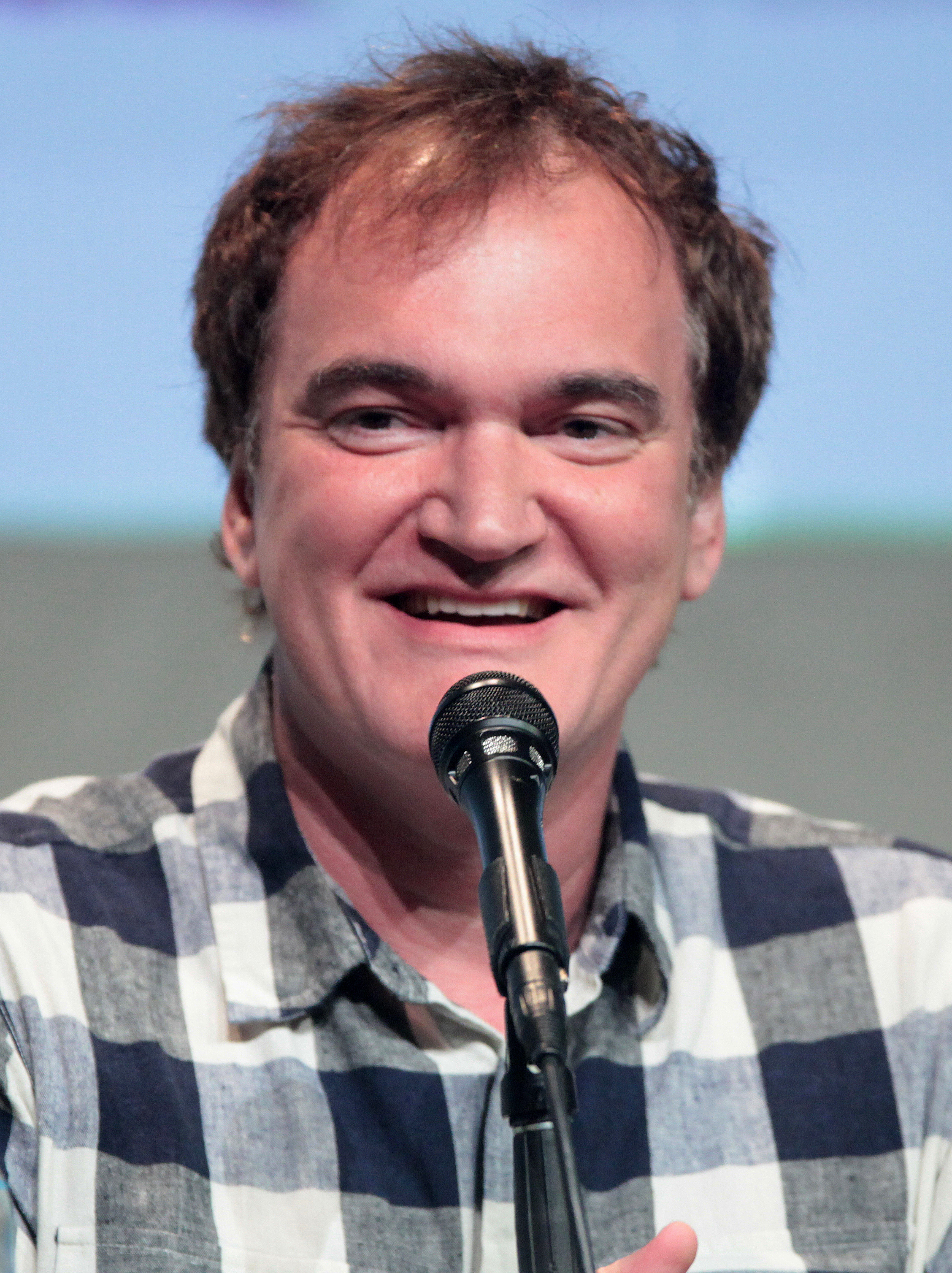
最佳原创剧本昆汀·塔伦蒂诺

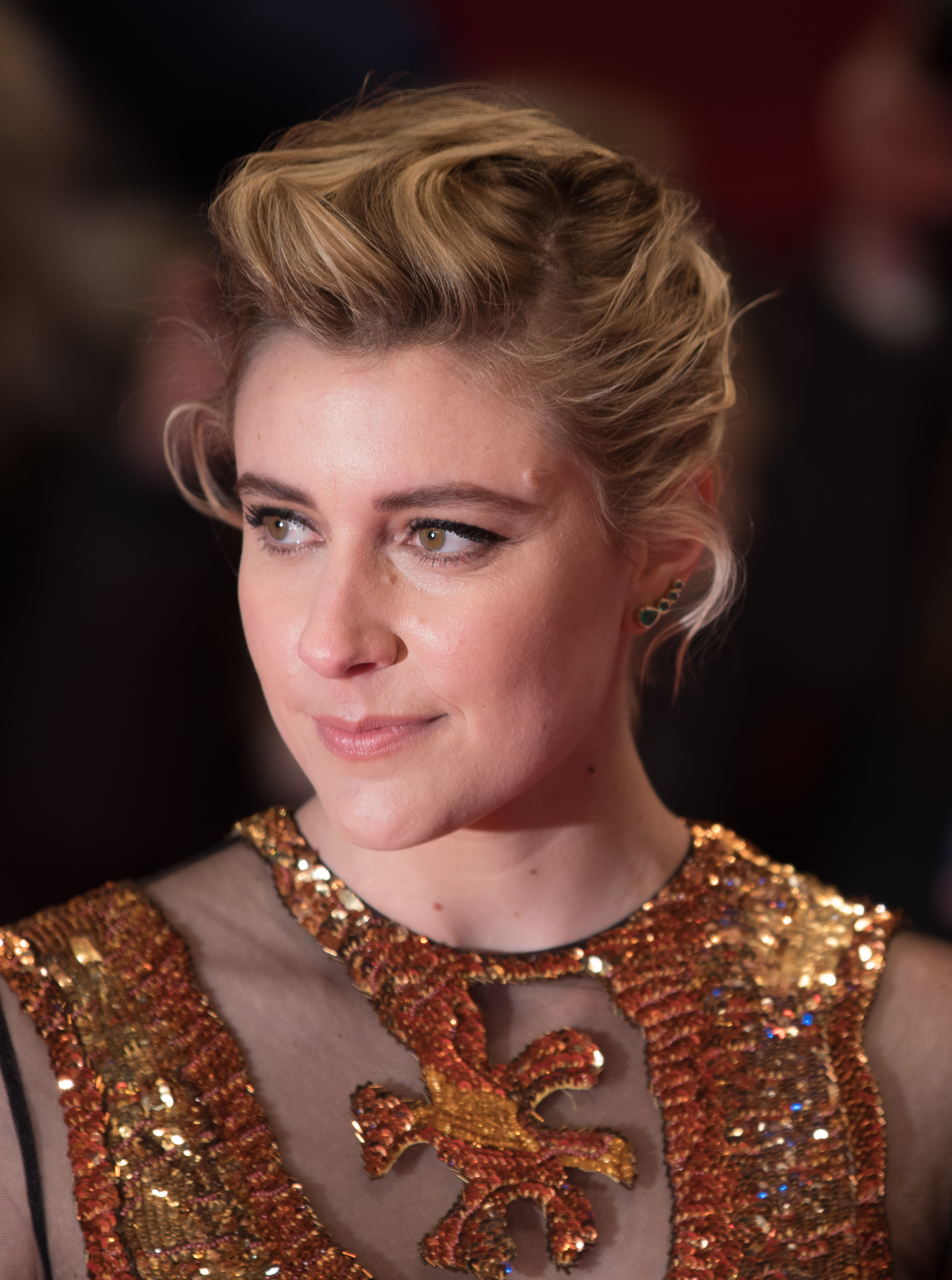
最佳改编剧本葛莉塔·葛薇

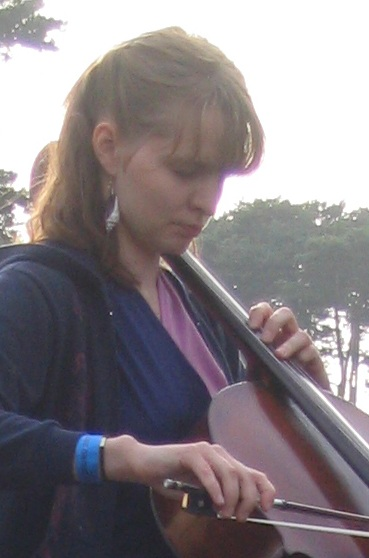
最佳配乐希尔杜尔·古纳德托蒂尔

| 最佳电影 - 《從前，有個好萊塢》 - 《1917》 - 《賽道狂人》 - 《爱尔兰人》 - 《兔嘲男孩》 - 《小丑》 - 《小妇人》 - 《婚姻故事》 - 《寄生上流》 - 《原钻》 | 最佳导演 - 奉俊昊 – 《寄生上流》（并列） - 山姆·曼德斯 – 《1917》（并列） - 諾亞·波拜克 – 《婚姻故事》 - 葛莉塔·葛薇 – 《小妇人》 - 乔什·萨夫迪和邦尼·萨夫迪 – 《原钻》 - 马丁·斯科塞斯 – 《爱尔兰人》 - 昆汀·塔伦蒂诺 – 《從前，有個好萊塢》                                                                               |
| 最佳男主角 - 華堅·馮力士 – 《小丑》 饰 亚瑟·弗莱克／小丑 - 安东尼奥·班德拉斯 – 《痛苦與榮耀》 饰 萨尔瓦多·马洛（Salvador Mallo） - 罗伯特·德尼罗 – 《爱尔兰人 饰 法蘭克·希蘭 - 莱昂纳多·迪卡普里奥 –《從前，有個好萊塢》饰 里克·道尔顿（Rick Dalton） - 亞當·崔佛 – 《婚姻故事》饰 查理·巴伯（Charlie Barber） - 艾迪·墨菲 – 《我叫多麥特》饰 鲁迪·雷·摩尔 - 亞當·山德勒 – 《原钻》饰 霍华德·拉特纳（Howard Ratner） | 最佳女主角 - 蕾妮·齐薇格 –《朱迪》饰 朱迪·加兰 - 奧卡菲娜 –《别告诉她》饰 王比莉（Billi Wang） - 辛西娅·埃里沃 – 《哈莉特》饰 哈莉特·塔布曼 - 史嘉蕾·喬韓森 – 《婚姻故事》饰 妮可·巴伯（Nicole Barber） - 露琵塔·尼詠歐 –《我们》饰 阿德莱德·威尔逊/红（Adelaide Wilson / Red） - 瑟夏·羅南 – 《小妇人》饰 约瑟芬·“乔”·马奇（Josephine "Jo" March） - 查理兹·塞隆 –《重磅腥聞》饰 梅根·凯利 |
| 最佳男配角 - 畢·彼特 – 《從前，有個好萊塢》饰 克利夫·布斯（Cliff Booth） - 威廉·達佛 – 《燈塔》饰 托马斯·威克（Thomas Wake） - 汤姆·汉克斯 – 《知音時間》饰 弗雷德·罗杰斯 - 安東尼·霍普金斯 –《教宗的承繼》饰 本篤十六世 - 艾尔·帕西诺 –《爱尔兰人》饰 吉米·霍法 - 乔·佩西 – 《爱尔兰人》饰 羅素·布法利諾                                                                              | 最佳女配角 - 蘿拉·鄧恩 – 《婚姻故事》饰 娜拉·范肖（Nora Fanshaw） - 史嘉蕾·喬韓森 –《兔嘲男孩》饰 罗西·贝兹勒（Rosie Betzler） - 珍妮弗·洛佩兹 – 《舞孃騙很大》饰 雷蒙娜·维加（Ramona Vega） - 佛蘿倫絲·普伊 – 《小妇人》饰 艾米·玛奇（Amy March） - 瑪歌·羅比 –《重磅腥聞》饰 凯拉·波斯皮西尔（Kayla Pospisil） - 赵淑珍 – 《别告诉她》饰 奶奶                                        |
| 最佳年輕演員 - 羅曼·格里芬·戴維斯 – 《兔嘲男孩》饰 约翰尼斯·“乔乔”·贝兹勒（Johannes "Jojo" Betzler） - 茱莉亚·巴特斯 –《從前，有個好萊塢》饰 特鲁迪·弗雷泽（ - 沙哈迪·赖特·约瑟夫 – 《我们》饰 瑟拉·威尔森／安布拉（Zora Wilson / Umbrae） - 諾亞·朱佩 – 《我的寶貝男孩》饰 奥蒂斯·洛特（Otis Lort，12岁） - 湯瑪遜·麥肯錫 – 《兔嘲男孩》 饰 艾沙·科尔（Elsa Korr） - 阿奇·耶茨 – 《兔嘲男孩》 饰 约克（Yorki）                    | 最佳整體演出 - 《爱尔兰人》 - 《重磅腥聞》 - 《鋒迴路轉》 - 《小妇人》 - 《婚姻故事》 - 《從前，有個好萊塢》 - 《寄生上流》 |
| 最佳原创剧本 - 昆汀·塔伦蒂诺 – 《從前，有個好萊塢》 - 諾亞·波拜克 – 《婚姻故事》 - 奉俊昊和韩进元 – 《寄生上流》 - 莱恩·约翰逊 – 《鋒迴路轉》 - 王子逸 –《别告诉她》 | 最佳改编剧本 - 葛莉塔·葛薇 – 《小妇人》 - 米卡·费日曼-布鲁（Micah Fitzerman-Blue）和诺亚·哈波斯特 – 《知音時間》 - 安东尼·麦卡顿 – 《教宗的承繼》 - 陶德·菲利普斯和斯科特·西尔弗 –《小丑》 - 塔伊加·維迪提 –《兔嘲男孩》 - 史蒂文·扎伊连 – 《爱尔兰人》                                                                                         |
| 最佳摄影 - 罗杰·狄金斯 – 《1917》 - 贾林·布拉施克 – 《燈塔》 - 菲顿·帕帕迈克尔 –《賽道狂人》 - 罗德里戈·普列托 –《爱尔兰人》 - 罗伯特·理查德森 –《從前，有個好萊塢》 - 劳伦斯·舍尔 – 《小丑》 | 最佳剪接 - 李·史密斯 – 《1917》 - 罗纳德·布朗斯坦和邦尼·萨夫迪 – 《原钻》 - 安德鲁·巴克兰（Andrew Buckland）和迈克尔·麦库斯克 – 《賽道狂人》 - 杨劲莫 –《寄生上流》 - 弗雷德·拉斯金 –《從前，有個好萊塢》 - 塞尔玛·舒克梅克 –《爱尔兰人》                                                                                                  |
| 最佳服裝設計 - 露丝·卡特 – 《我叫多麥特》 - 朱利安·戴（Julian Day）–《火箭人》 - 賈桂琳·杜倫 –《小婦人》 - 阿里安·菲利普斯 –《從前，有個好萊塢》 - 桑迪·鲍威尔和克里斯托弗·彼得森（Christopher Peterson）–《爱尔兰人》 - 安娜·罗宾斯（Anna Robbins）–《唐頓莊園》 | 最佳美術指導 - 芭芭拉·凌和南希·海格 –《從前，有個好萊塢》 - 马克·弗里德伯格（Mark Friedberg）和克里斯·莫兰（Kris Moran）–《小丑》 - 丹尼斯·加斯纳和李·桑达莱斯 –《1917》 - 杰西·贡乔和克莱尔·考夫曼（Claire Kaufman）–《小妇人》 - 李河俊（Lee Ha-jun）–《寄生上流》 - 鲍勃·肖（Bob Shaw）和蕾吉娜·格拉夫斯（Regina Graves）–《爱尔兰人》 - 多纳·伍兹（Donal Woods）和吉娜·克伦威尔（Gina Cromwell）–《唐顿庄园》        |
| 最佳化妝與髮型設計 - 《重磅腥聞》 - 《我叫多麥特》 - 《爱尔兰人》 - 《小丑》 - 《朱迪》 - 《從前，有個好萊塢》 - 《火箭人》 | 最佳视觉效果 - 《復仇者聯盟：終局之戰》 - 《1917》 - 《星際救援》 - 《熱氣球飛行家》 - 《賽道狂人》 - 《愛爾蘭人》 - 《獅子王》 |
| 最佳動畫 - 《玩具總動員4》 - 《雪人奇缘》 - 《冰雪奇緣2》 - 《馴龍高手3》 - 《我失去了身体》 - 《大冒險家》 | 最佳動作電影 - 《復仇者聯盟：終局之戰》 - 《1917》 - 《賽道狂人》 - 《捍衛任務3：全面開戰》 - 《蜘蛛人：離家日》 |
| 最佳喜劇電影 - 《我叫多麥特》 - 《高材生》 - 《别告诉她》 - 《兔嘲男孩》 - 《鋒迴路轉》 | 最佳科幻/恐怖電影 - 《我們》 - 《星際救援》 - 《復仇者聯盟：終局之戰》 - 《仲夏魘》 |
| 最佳配樂 - 希尔迪·居兹纳多蒂尔 – 《小丑》 - 迈克尔·阿贝尔斯 –《我們》 - 亚历山大·德斯普拉 –《小婦人》 - 蘭迪·紐曼 –《婚姻故事》 - 湯瑪斯·紐曼 –《1917》 - 羅比·羅伯森 –《爱尔兰人》 | 原創歌曲 - 《Glasgow (No Place Like Home)》 –《野玫瑰》（并列） - 《(I'm Gonna) Love Me Again》–《火箭人》（并列） - 《I'm Standing With You》 –《不可能的事》 - 《Into the Unknown》 –《冰雪奇緣2》 - 《Speechless》 –《阿拉丁》 - 《Spirit》–《狮子王》 - 《Stand Up》 –《哈莉特》                                        |
| 最佳外語片 - 《寄生上流》 • 韩国 - 《大西洋》• 塞内加尔 - 《悲慘世界》• 法国 - 《痛苦與榮耀》• 西班牙 - 《燃燒的女子畫像》• 法国 | |

### #SeeHer大奖
- 姬絲汀·貝兒[4]

### 终身成就奖
- 艾迪·墨菲[5]

## 多项提名和获奖电影
| 提名数 | 影片                     |
| ------ | ------------------------ |
| 14     | 《爱尔兰人》             |
| 12     | 《從前，有個好萊塢》     |
| 9      | 《小妇人》               |
| 8      | 《1917》                 |
| 8      | 《婚姻故事》             |
| 7      | 《兔嘲男孩》             |
| 7      | 《小丑》                 |
| 7      | 《寄生上流》             |
| 5      | 《賽道狂人》             |
| 4      | 《重磅腥聞》             |
| 4      | 《我叫多麥特》           |
| 4      | 《别告诉她》             |
| 4      | 《原钻》                 |
| 4      | 《我們》                 |
| 3      | 《復仇者聯盟：終局之戰》 |
| 3      | 《鋒迴路轉》             |
| 3      | 《火箭人》               |
| 2      | 《星際救援》             |
| 2      | 《知音時間》             |
| 2      | 《唐頓莊園》             |
| 2      | 《冰雪奇緣2》            |
| 2      | 《哈莉特》               |
| 2      | 《朱迪》                 |
| 2      | 《燈塔》                 |
| 2      | 《獅子王》               |
| 2      | 《痛苦與榮耀》           |
| 2      | 《教宗的承繼》           |

| 获奖数 | 影片                     |
| ------ | ------------------------ |
| 4      | 《從前，有個好萊塢》     |
| 3      | 《1917》                 |
| 2      | 《復仇者聯盟：終局之戰》 |
| 2      | 《我叫多麥特》           |
| 2      | 《小丑》                 |
| 2      | 《寄生上流》             |